# New Year Island (ö i Australien, Northern Territory)
New Year Island är en ö i Australien. Den ligger i territoriet Northern Territory, omkring 290 kilometer nordost om territoriets huvudstad Darwin.
Savannklimat råder i trakten. Genomsnittlig årsnederbörd är 1 522 millimeter. Den regnigaste månaden är mars, med i genomsnitt 478 mm nederbörd, och den torraste är augusti, med 1 mm nederbörd.